# Me'ir Ja'ari
Me'ir Ja'ari (hebrejsky: מאיר יערי, ‎24. dubna 1897 – 21. února 1987) byl izraelský politik a poslanec Knesetu za strany Mapam a Ma'arach.

## Biografie
Narodil se ve městě Kańczuga v Rakousku-Uhersku (dnes Polsko). Vystudoval zemědělskou akademii při Vídeňské univerzitě. V roce 1920 přesídlil do dnešního Izraele, kde patřil mezi zakladatele prvního kibucu napojeného na hnutí ha-Šomer ha-ca'ir. Od roku 1929 žil v kibucu Merchavija. Jeho vnuk Jedidja Ja'ari byl izraelským generálem.

## Politická dráha
Byl jedním z vůdců vídeňské organizace sionistického mládežnického hnutí ha-Šomer ha-ca'ir. Roku 1926 se podílel na vzniku organizace sdružující kibucy napojené na toto hnutí, ha-Kibuc ha-arci. Byl také jedním ze zakladatelů odborové centrály Histadrut. Byl předním ideologem ha-Šomer ha-ca'ir a stál za ideovým posunem tohoto hnutí od primárně mládežnické organizace k marxistickému hnutí. Stal se generálním tajemníkem strany Mapam. V 50. letech 20. století změnil své názory a přestal být stoupencem politiky Sovětského svazu. Byl opakovaně delegátem na sionistických kongresech.
V izraelském parlamentu zasedl poprvé už po volbách v roce 1949, do nichž šel za Mapam. Stal se členem parlamentního výboru House Committee. Za stejnou stranu byl zvolen i ve volbách v roce 1951 (opět pak působil na postu člena výboru House Committee) a volbách v roce 1955. I do voleb v roce 1959 šel za Mapam. Na kandidátce Mapam uspěl rovněž ve volbách v roce 1961, a ve volbách v roce 1965. Po obou volbách zastával post člena výboru pro zahraniční záležitosti a obranu. V průběhu volebního období přešla strana Mapam do nové levicové formace Ma'arach. Za ni získal poslanecký mandát ve volbách v roce 1969. Zastával i nadále post člena výboru pro zahraniční záležitosti a obranu.
Je po něm pojmenován výzkumný institut a archiv hnutí ha-Šomer ha-ca'ir Jad Ja'ari.